# Cyrtonus heydeni
Cyrtonus heydeni é uma espécie de artrópode pertencente à família Chrysomelidae.